# Pseudobradya fusca
Pseudobradya fusca är en kräftdjursart som först beskrevs av T. och A. Scott 1896.  Pseudobradya fusca ingår i släktet Pseudobradya och familjen Ectinosomatidae. Arten har ej påträffats i Sverige. Inga underarter finns listade i Catalogue of Life.